# Cuisine tchadienne
La cuisine tchadienne est la cuisine typique et originaire du Tchad. Elle repose principalement sur le millet, la viande et, dans certaines provinces, le poisson.

## Principaux ingrédients

### La boule
La boule de céréale, sorte de polenta, est le plat le plus populaire du Tchad, où il est consommé quotidiennement. Il est appelé gou en zaghawa, tibi en tedaga, tii par les Daza, biri en kanembou et asida ou esh en arabe tchadien. Une variante répandue est le kissar (ou kisâr), crêpe de millet ou de riz, davantage consommée en ville qu'à la campagne. 

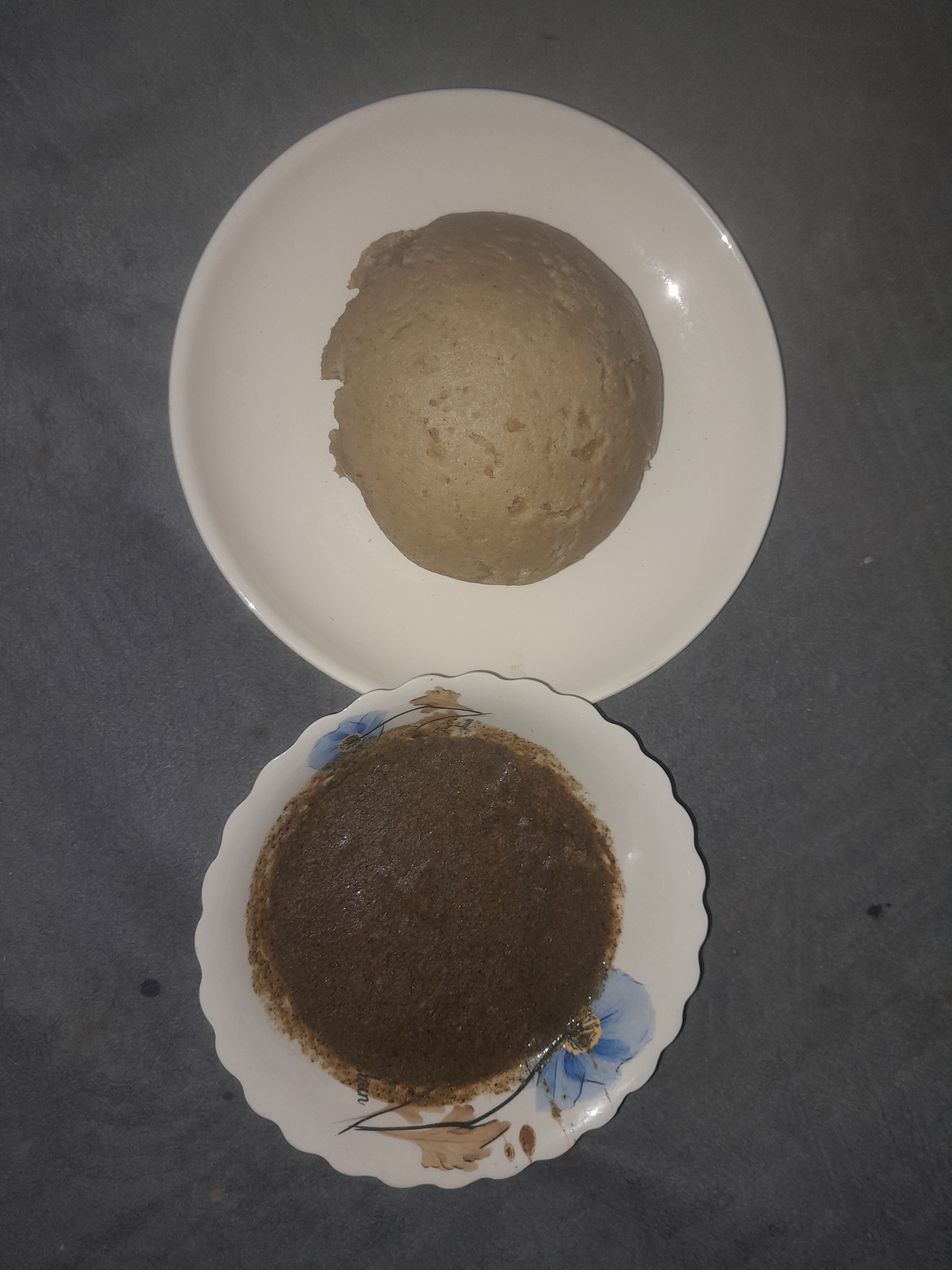
Boule avec sauce de gombo sec en plus "cawal" 2025

Le millet sert aussi à confectionner la bière nommée merisä. Les repas dans la zone sahélienne s'accompagnent de thé, vert ou rouge.

### Viande et poisson

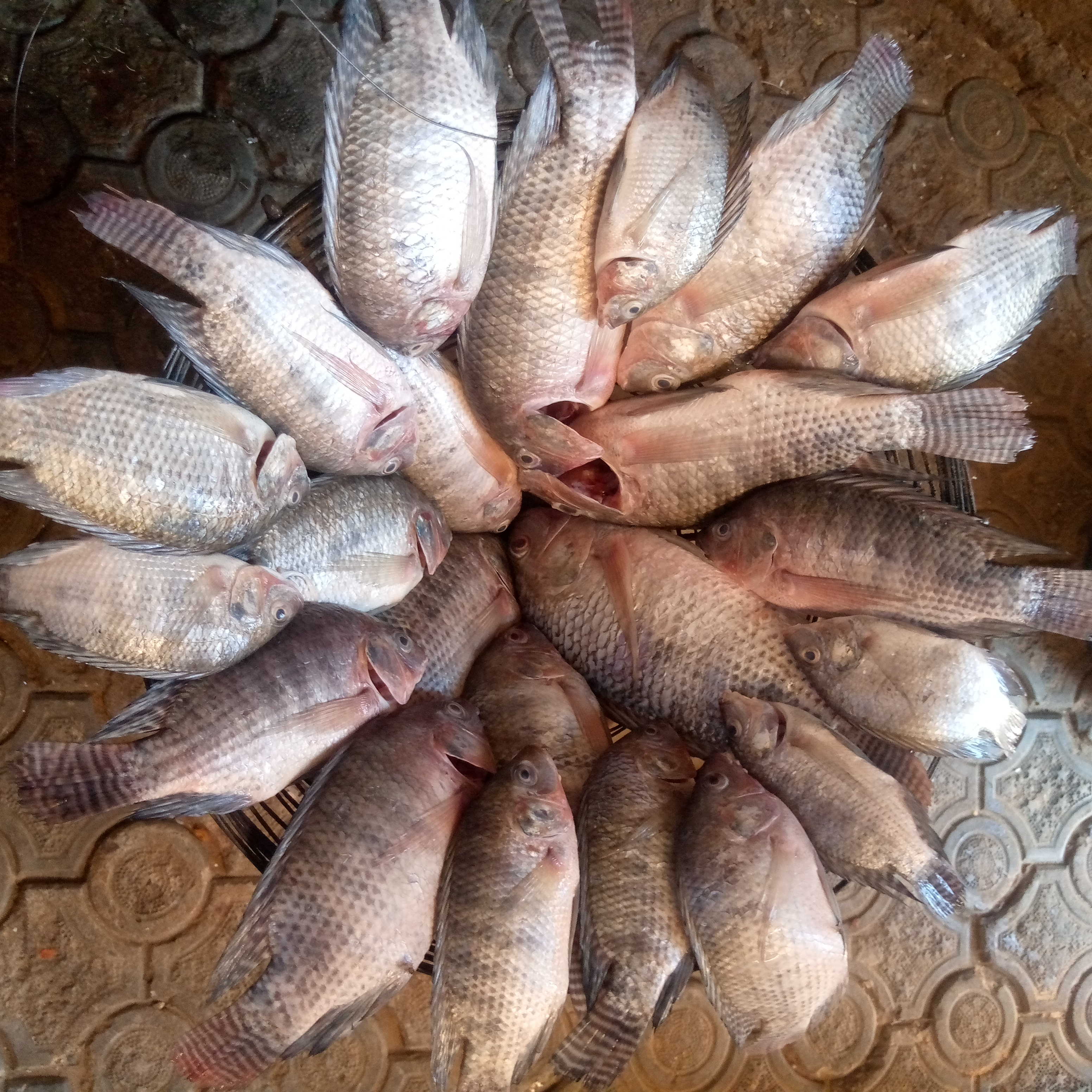
Poissons sur un foyer traditionnel.

Le Tchad est un pays d'élevage où l'on consomme des viandes grillées  poulet, de la chèvre, du bœuf, du mouton et du dromadaire, en faible proportion. Le doulouf (ou kourakoura) se compose ainsi de jarret de bœuf (ou dihine bagar), avec une sauce à base de tomate, d'oignons et d'épices.

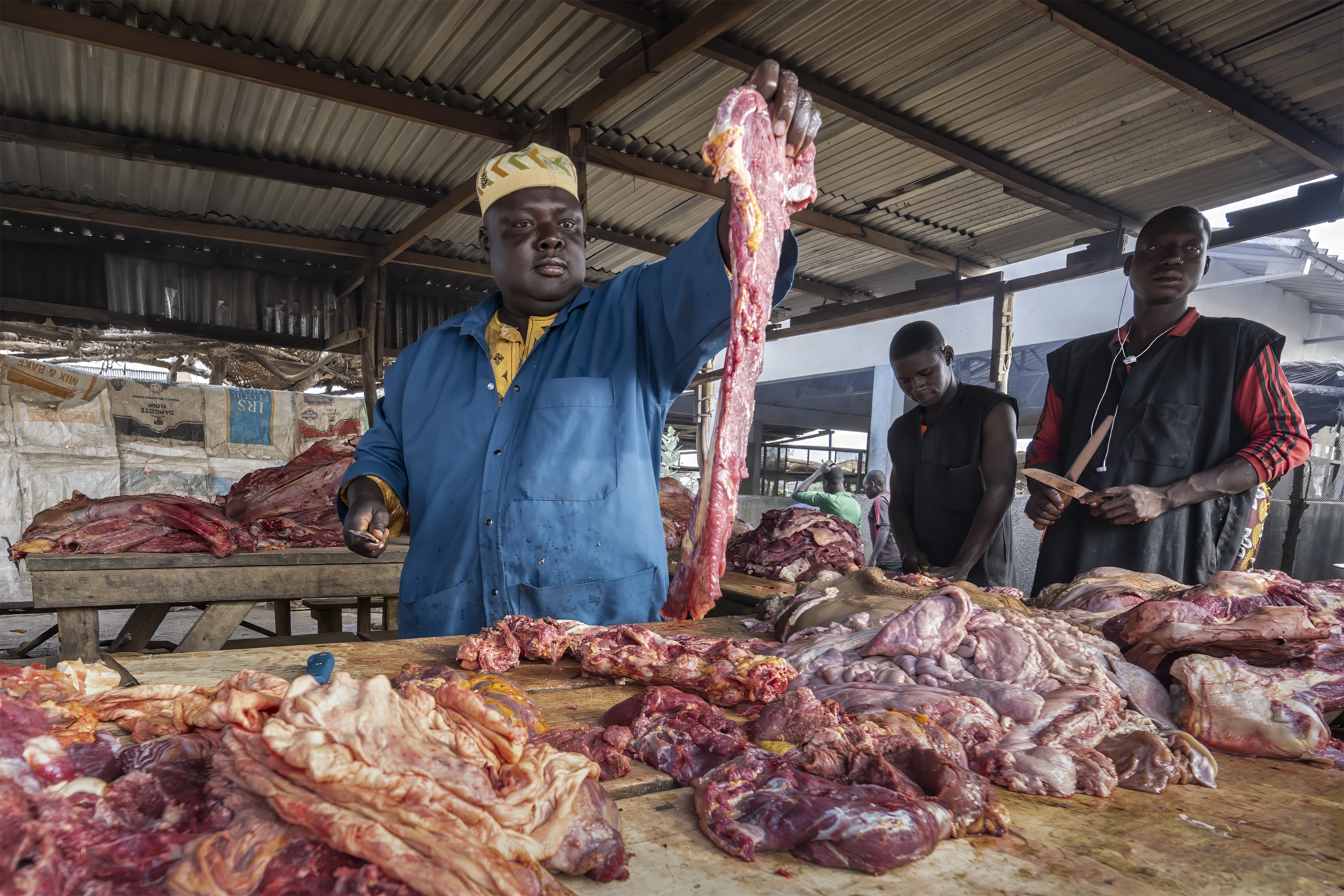
2025 Chad butchery at market

Le poisson est consommé partout au Tchad, où le capitaine est très apprécié.
Différents insectes sont également consommés, le plus souvent grillés directement sur le feu.

### Accompagnements
Le gombo frais ou sec, l'arachide, les tomates séchées, les piments et les oignons sont des assaisonnements courants.
Les dattes sont de consommation courante, surtout dans les régions du nord. Elles servent, entre autres, à la confection de pâtisseries, comme les diblas ou les adjiné zarga.

## Recettes populaires
Les recettes les plus connues dans la région sahélienne sont : 
- La sauce charmout, à base de viande séchée ;
- Le tagalié, sauce à base de viande séchée : c'est une sauce traditionnelle du Tchad qui peut se manger avec le kissar (galette) ou encore le esh (boule) ;
- Le mouloukhiye, ou légume gluant ;
- Le daraba (gombo), ou légume gluant ;
- Le tan koul (« sauce longue »), gluant préparé au sud du Tchad ;
- Le karkandji (oseille) : feuilles d'oseille préparées avec de la viande ou du poisson (frais, séché ou fumé) auquel la pâte d'arachide ou la farine de sésame sert d'assaisonnement ;
- Le moula loubiya, une sauce aux feuilles de haricots[8] ;
- Le koumranga ou moula hidjilidj, sauce aux feuilles de savonnier[9].

La bouillie, communément appelée madidé ou madidé djir  est l'un des mets appréciés par les Tchadiens. Il y a plusieurs types de bouillie au Tchad : 
- La bouillie faite à base de pâte d'arachide blanc, de mil décortiqué, de lait caillé et de farine de blé, appelée madidé foule ;
- La bouillie faite à partir de farine de mil non décortiqué, nommée madidé boutoukou ou madidé Ambardam ;
- La bouillie faite à partir de farine de mil blanc décortiqué, lait et sucre  dite madidé djir[10].

Le Tchad est le berceau de la spiruline, récoltée par les Kanembous sur les rives du lac Tchad. Cette algue bleue est une cyanobactérie riche en protéines (70 %) utilisée pour combattre la malnutrition[réf. nécessaire].

## Galerie

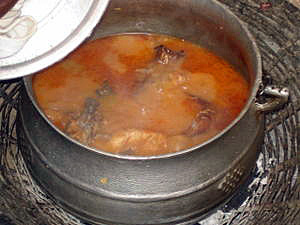
Chourba (soupe traditionnelle).
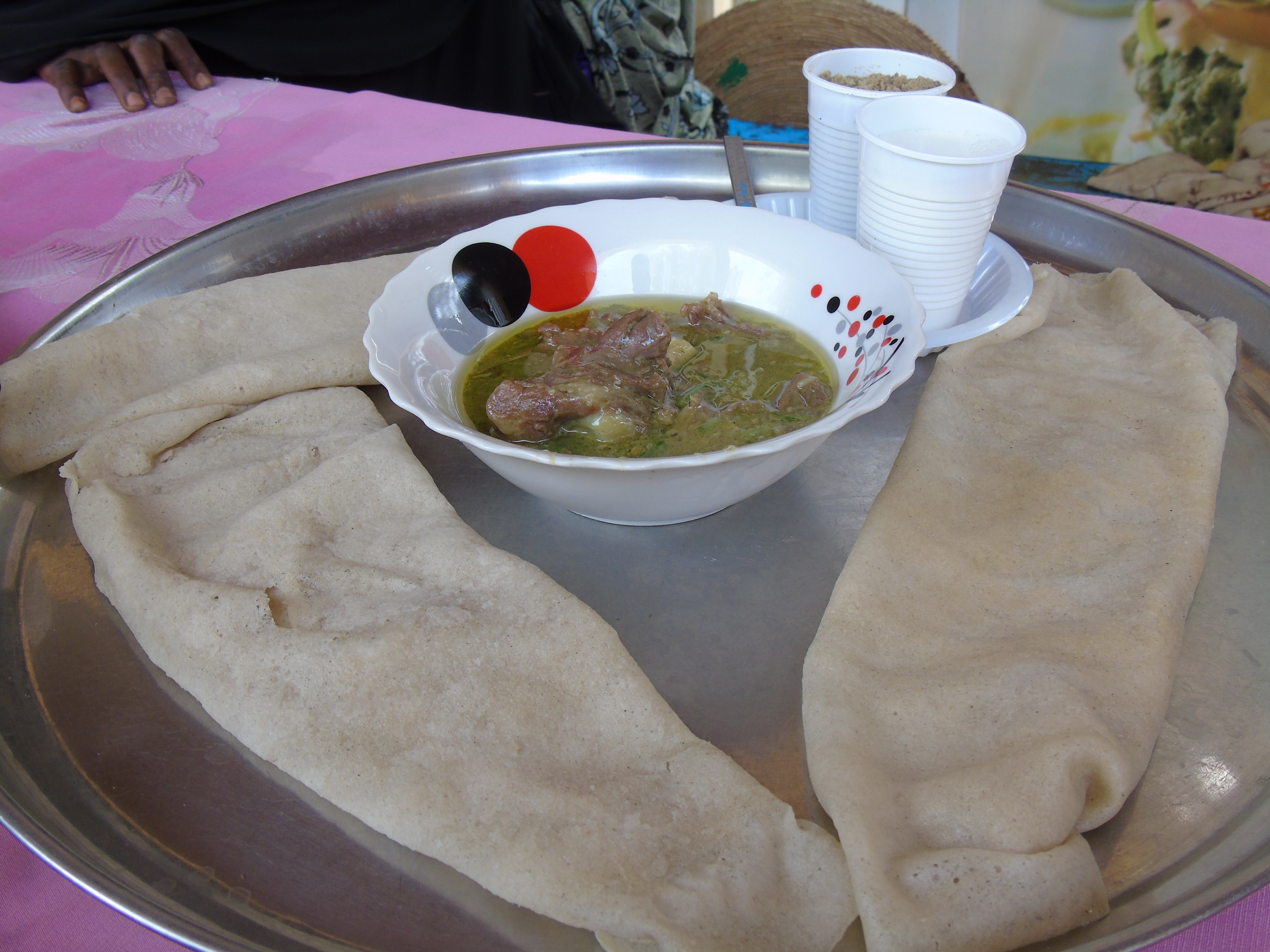
Kissar (galette) à base de mil, accompagné de sauce aux légumes.
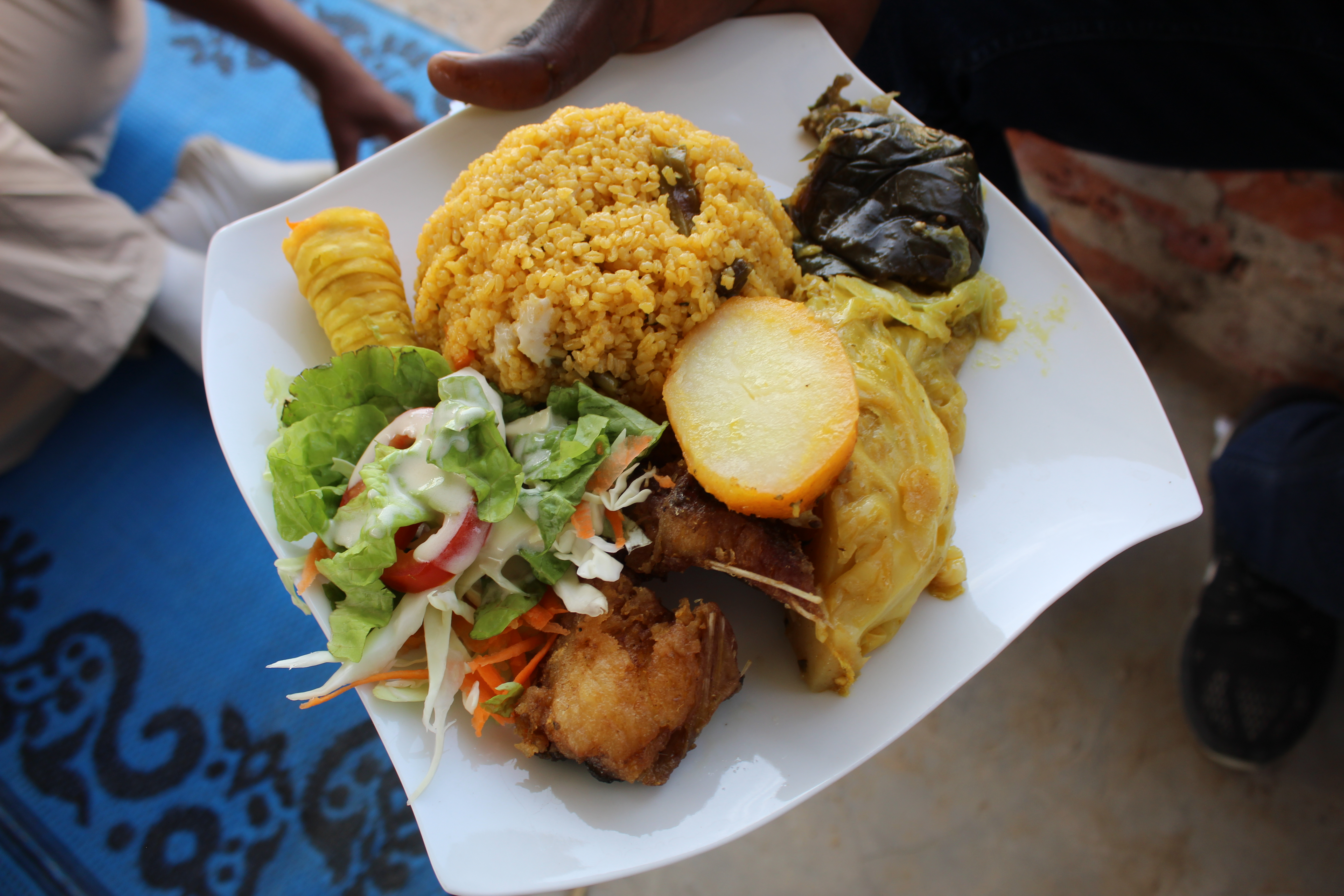
Riz sauté à la tchadienne.
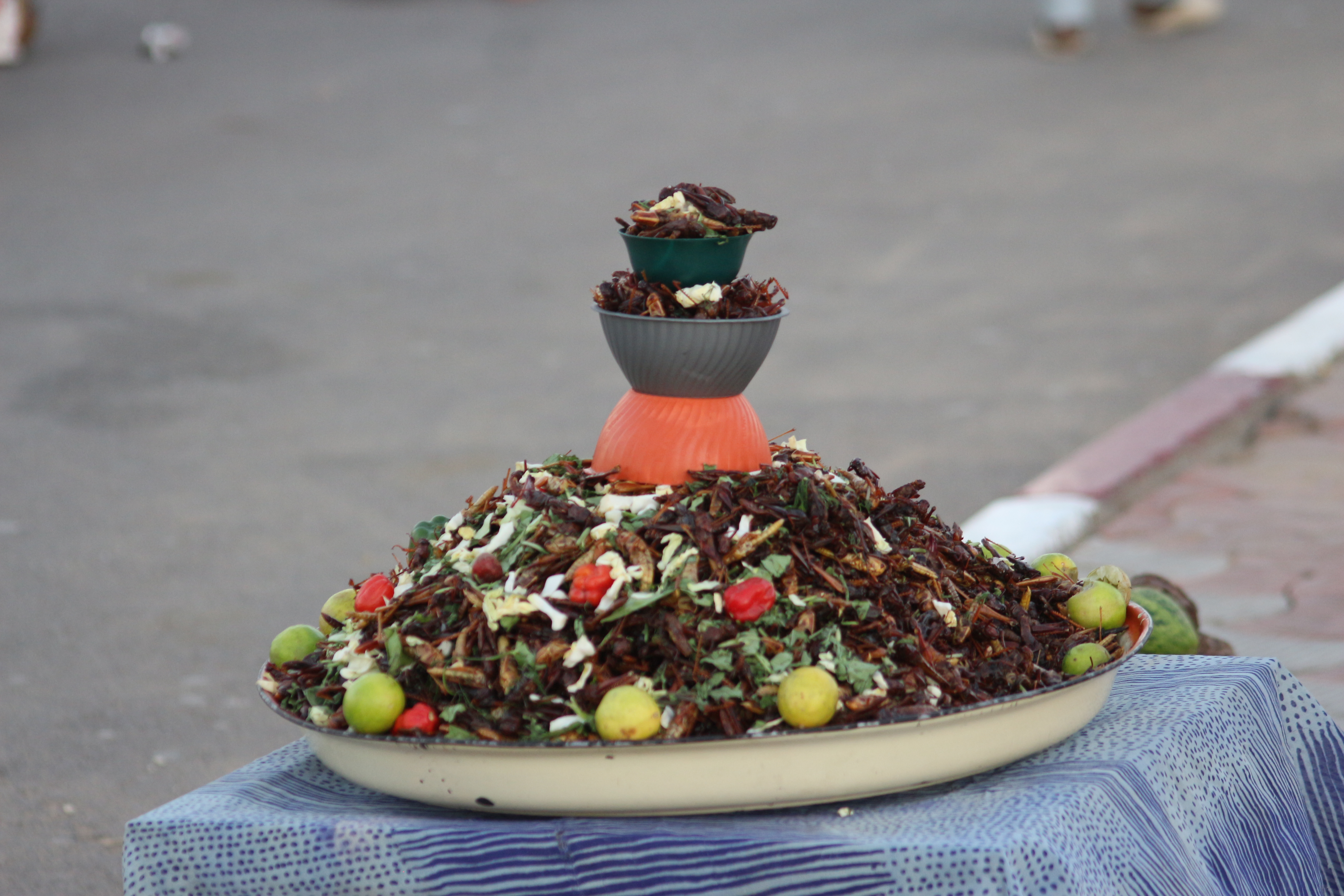
Criquets grillés et frits.
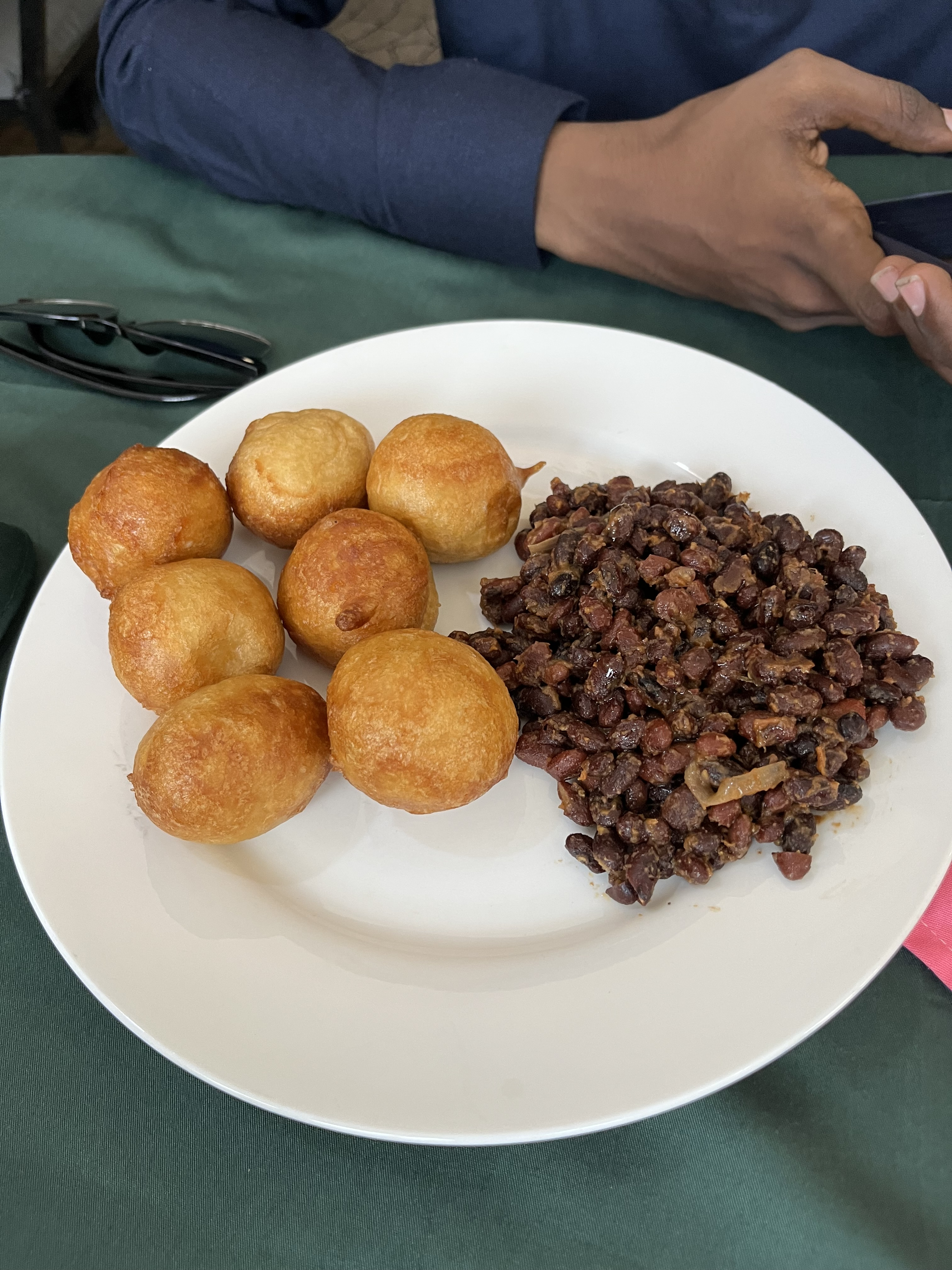
Un plat haricot et beignets.
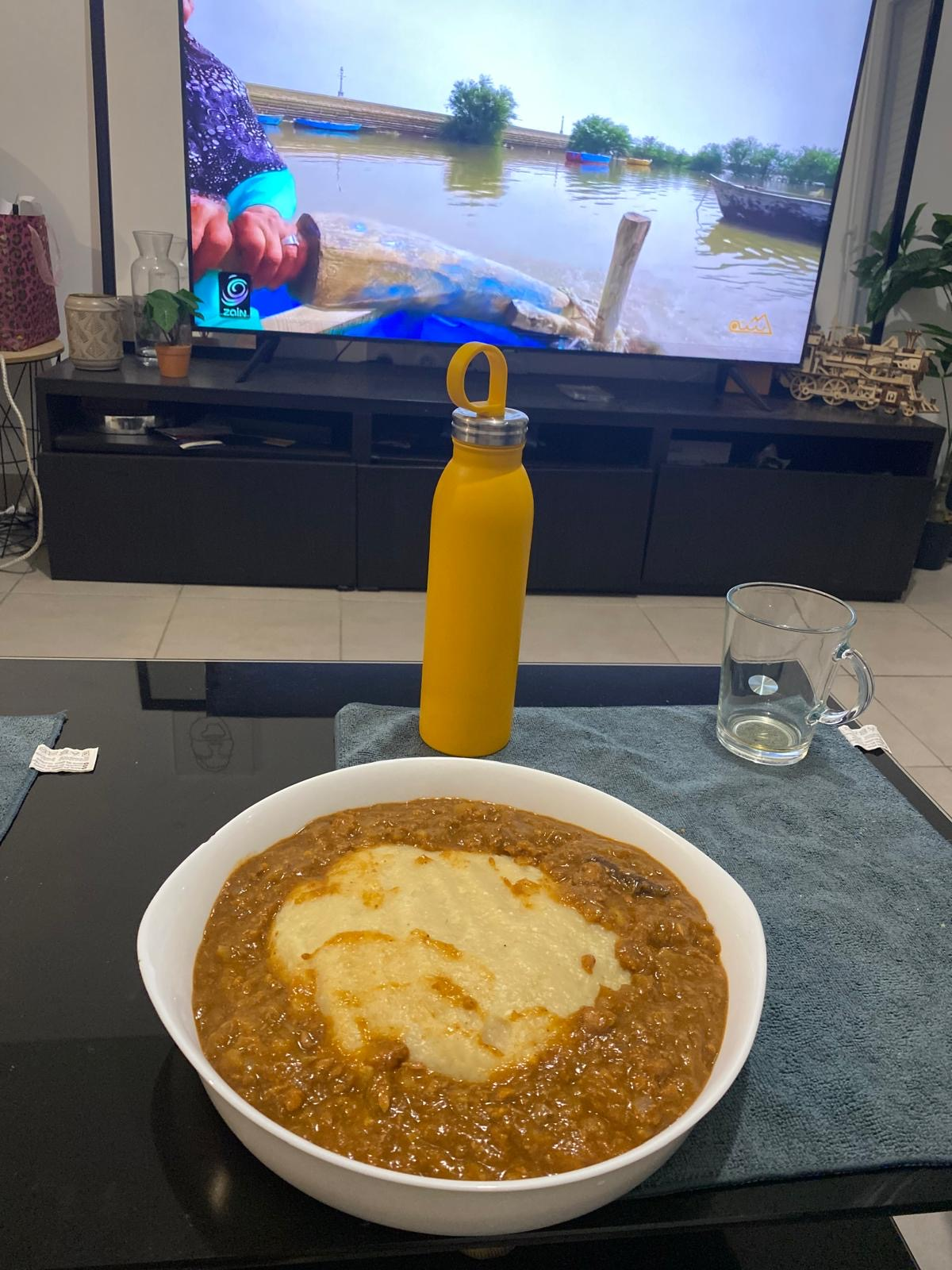
Boule
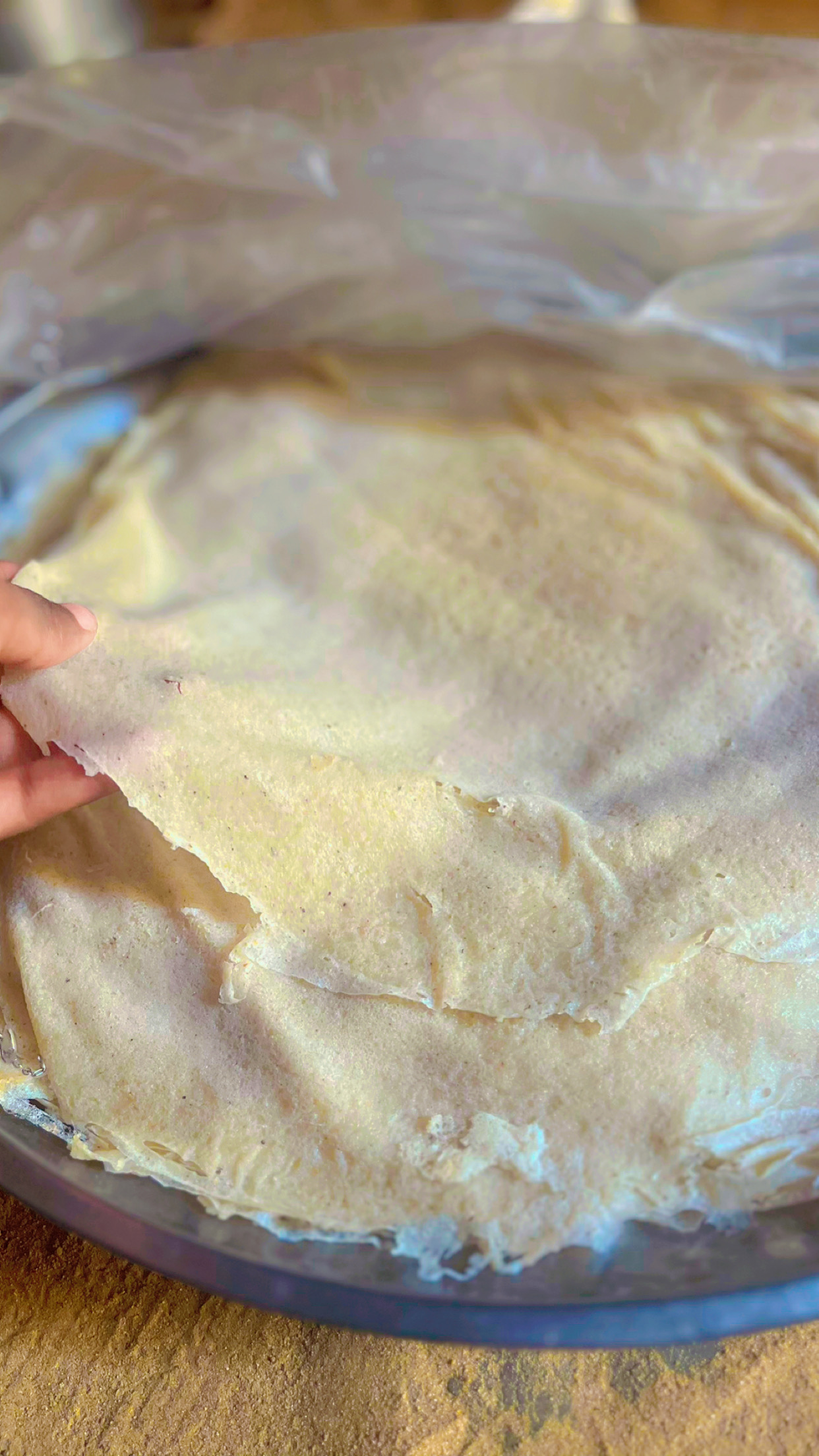
Galette
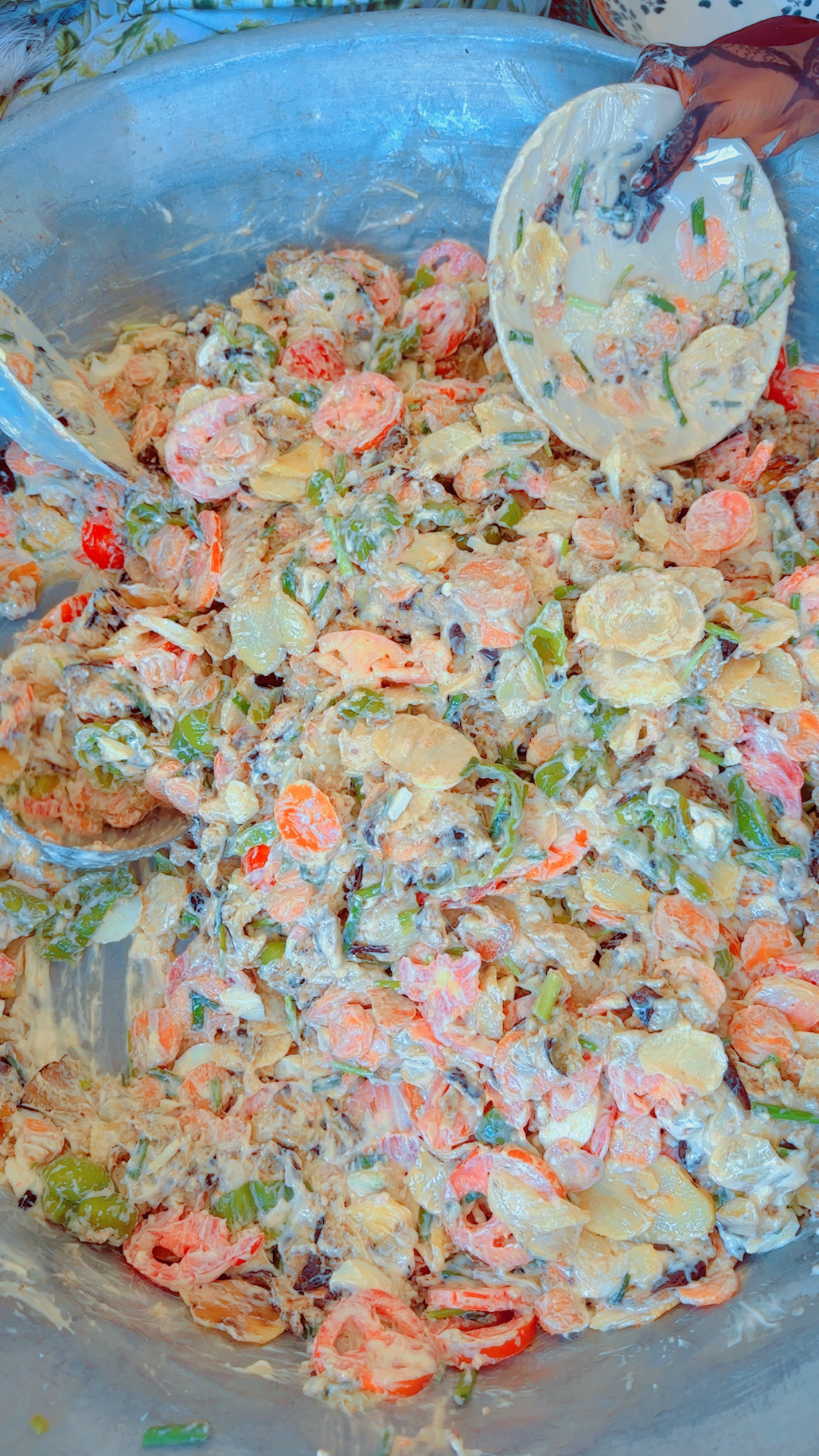
Mouchakal
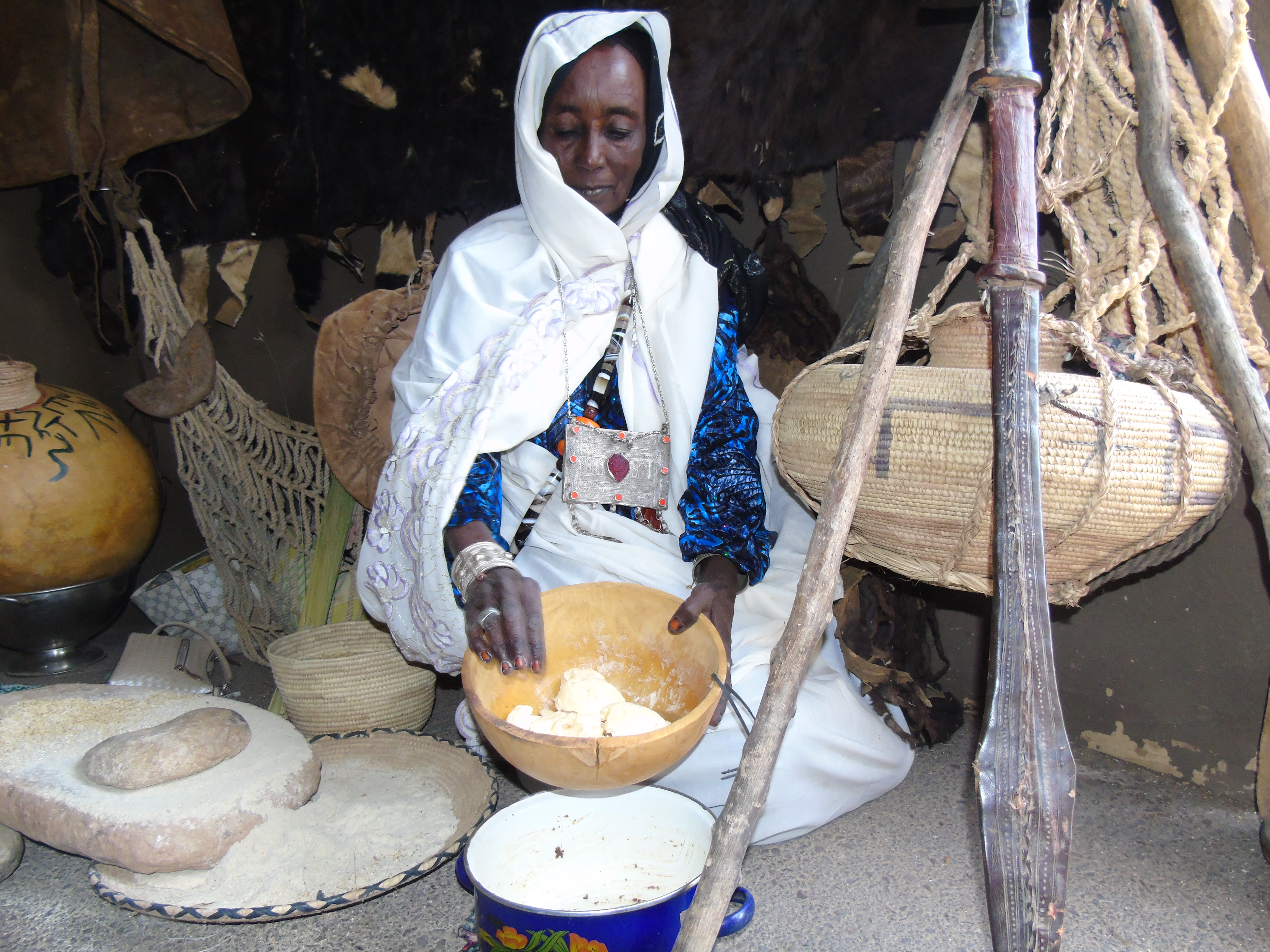
Une femme entrain de moudre le mil en utilisant de petit rocher
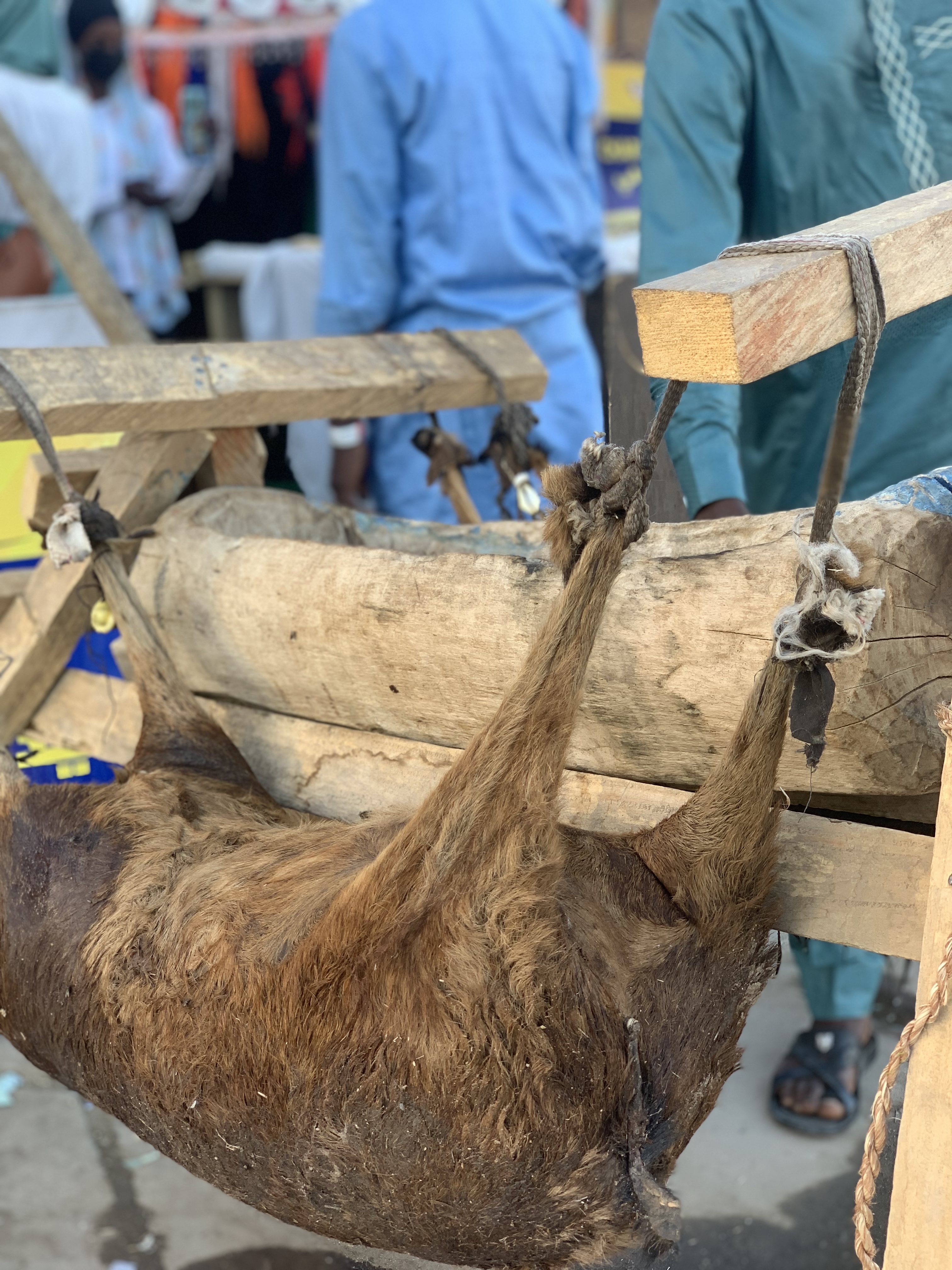
Gourde : un récipient qui permet de rendre l'eau plus fraiche
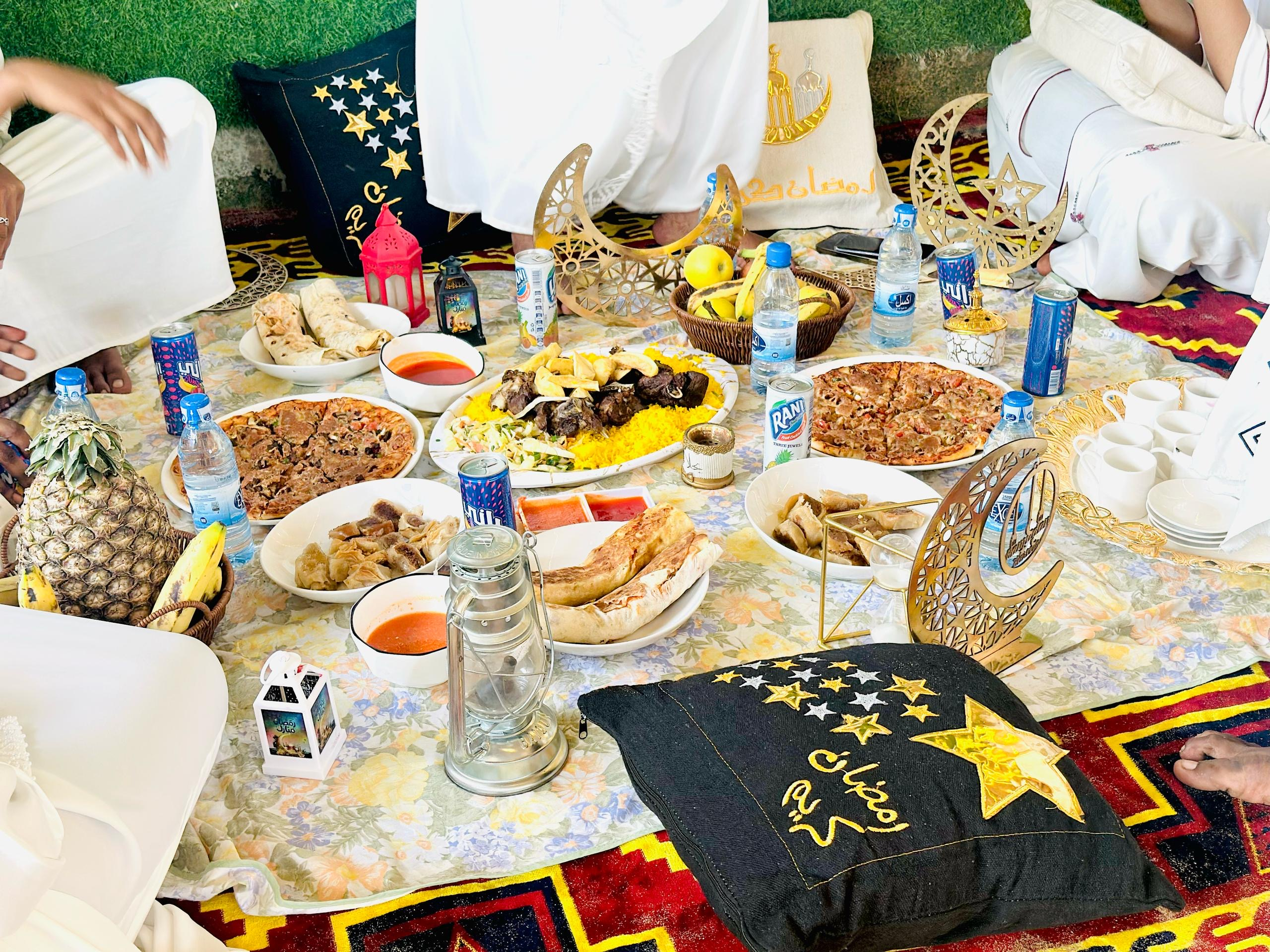
Plat proposé lors de la rupture de jeûne du ramadan
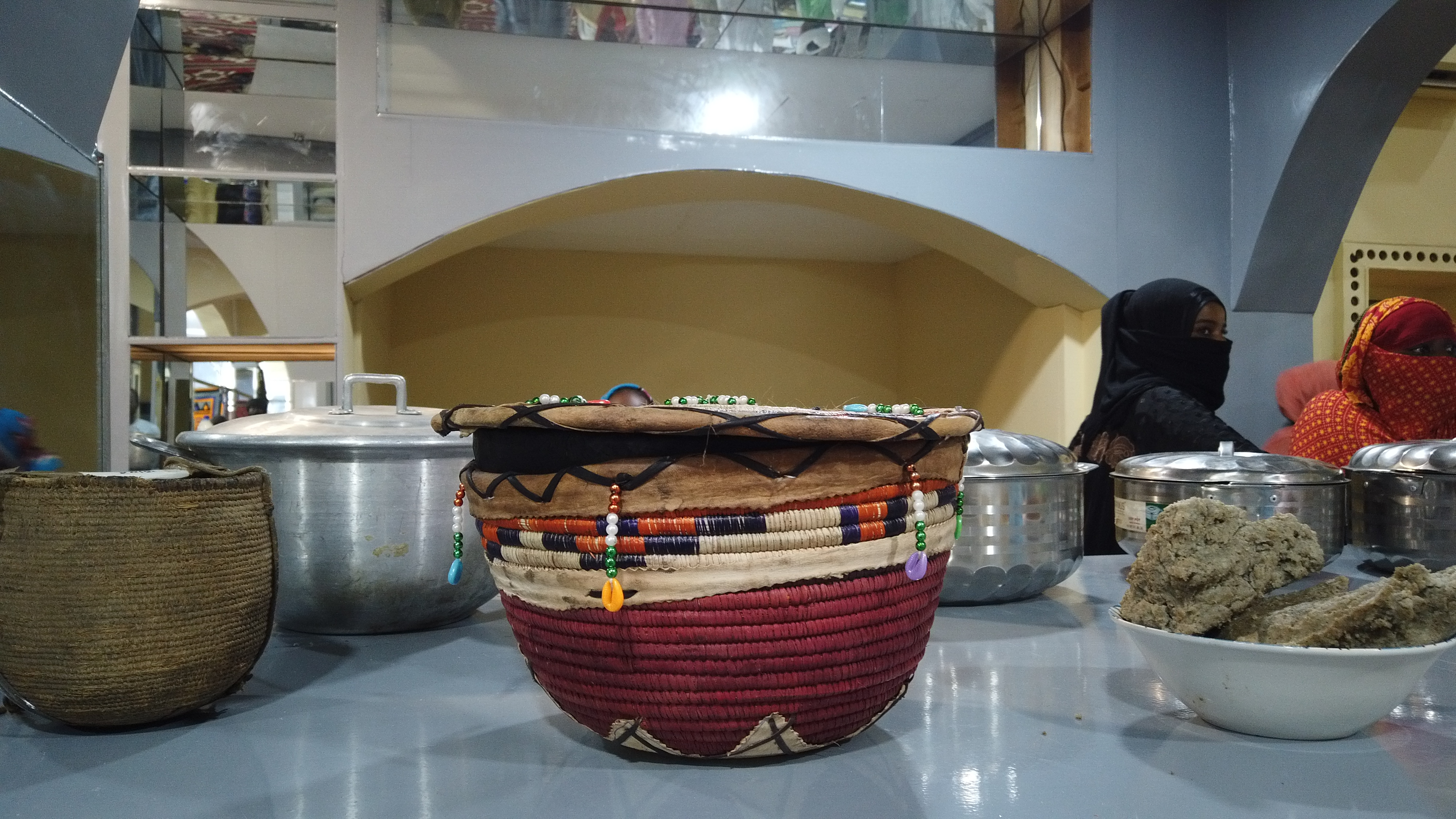
Gouffa : Utilisé comme un plateau pour servir la boule
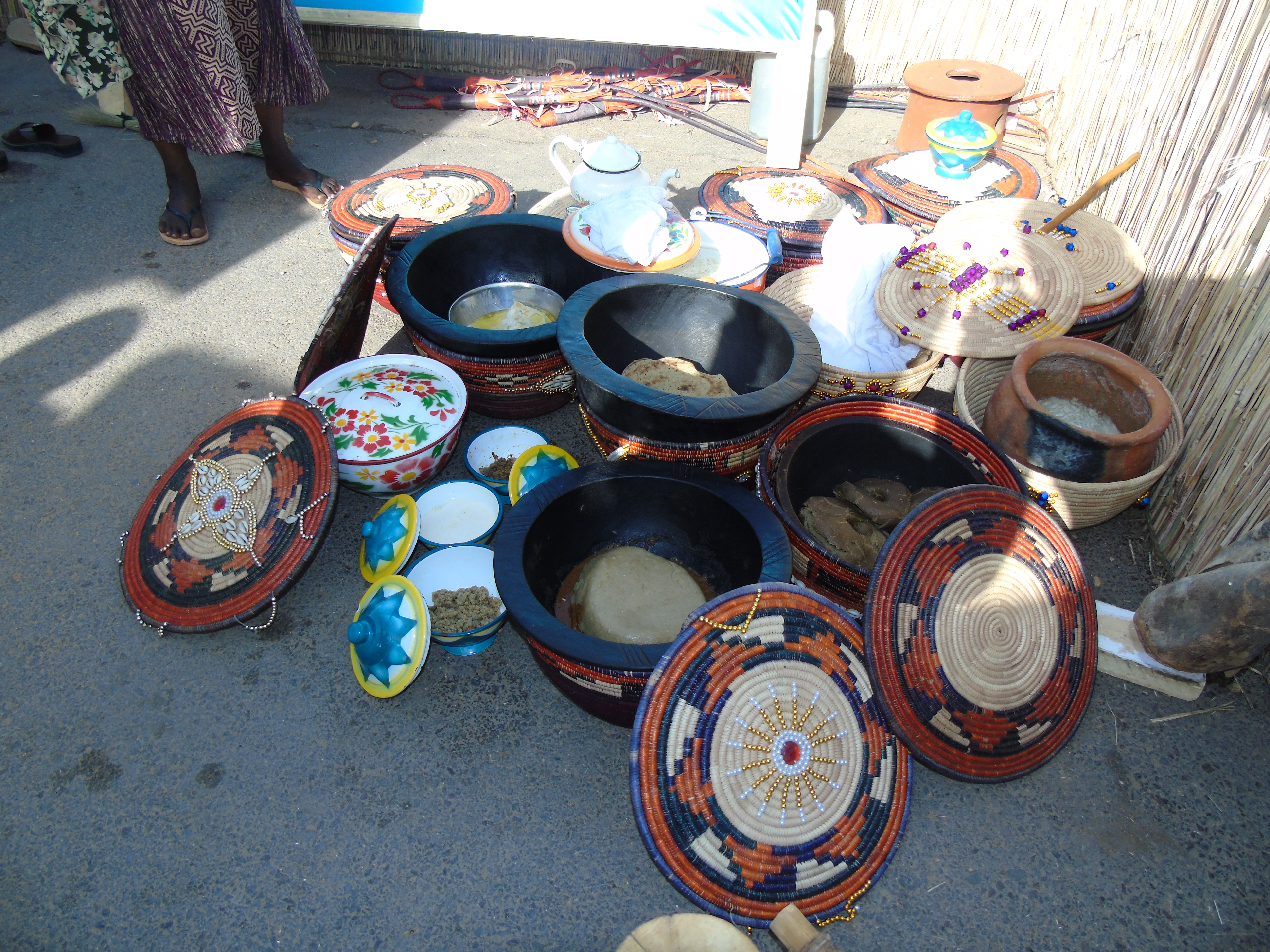
Plateau à boule